# 法政学部
法政学部（ほうせいがくぶ）とは、法学および政治学を教育研究することを目的として大学に設置されている学部の名称である。正式な名称は、法律政治学科であり略されることがある。
日本では東京大学が唯一設置されている大学であったが、帝国大学令により法科大学になったため、2007年現在、日本に法政学部を持つ大学は存在しない。海外では韓国の暻園大学校に設置されている。